# FC Haka
FC Haka är en fotbollsklubb från Valkeakoski i Finland. Klubben bildades 1934.

## Meriter
- Klubben vann finländska mästerskapet i fotboll för herrar 1960, 1962, 1965, 1977, 1995, 1998, 1999, 2000 och 2004.[1]
- Vann finländska cupen i fotboll för herrar 1955, 1959, 1960, 1963, 1969, 1977, 1982, 1985, 1988, 1997, 2005 och 2006.[2]
- Vann ligacupen i fotboll för herrar 1995.[3]

## Placering tidigare säsonger
| Säsong | Nivå | Liga          | Placering | Referens | Notering                      |
| ------ | ---- | ------------- | --------- | -------- | ----------------------------- |
| 2010   | 1    | Veikkausliiga | 8         | [ 4 ]    |                               |
| 2011   | 1    | Veikkausliiga | 10        | [ 5 ]    |                               |
| 2012   | 1    | Veikkausliiga | 12        | [ 6 ]    | Nedflyttad till Ykkonen       |
| 2013   | 2    | Ykkonen       | 2         | [ 7 ]    |                               |
| 2014   | 2    | Ykkonen       | 5         | [ 8 ]    |                               |
| 2015   | 2    | Ykkonen       | 6         | [ 9 ]    |                               |
| 2016   | 2    | Ykkonen       | 7         | [ 10 ]   |                               |
| 2017   | 2    | Ykkonen       | 6         | [ 11 ]   |                               |
| 2018   | 2    | Ykkonen       | 5         | [ 12 ]   |                               |
| 2019   | 2    | Ykkonen       | 1         | [ 13 ]   | Uppflyttad till Veikkausliiga |
| 2020   | 1    | Veikkausliiga | 10        | [ 14 ]   |                               |
| 2021   | 1    | Veikkausliiga | 8         | [ 15 ]   |                               |
| 2022   | 1    | Veikkausliiga | 4         | [ 16 ]   |                               |
| 2023   | 1    | Veikkausliiga | 9         | [ 17 ]   |                               |
| 2024   | 1    | Veikkausliiga | 6         | [ 18 ]   |                               |